# Tatra 600 Tatraplan

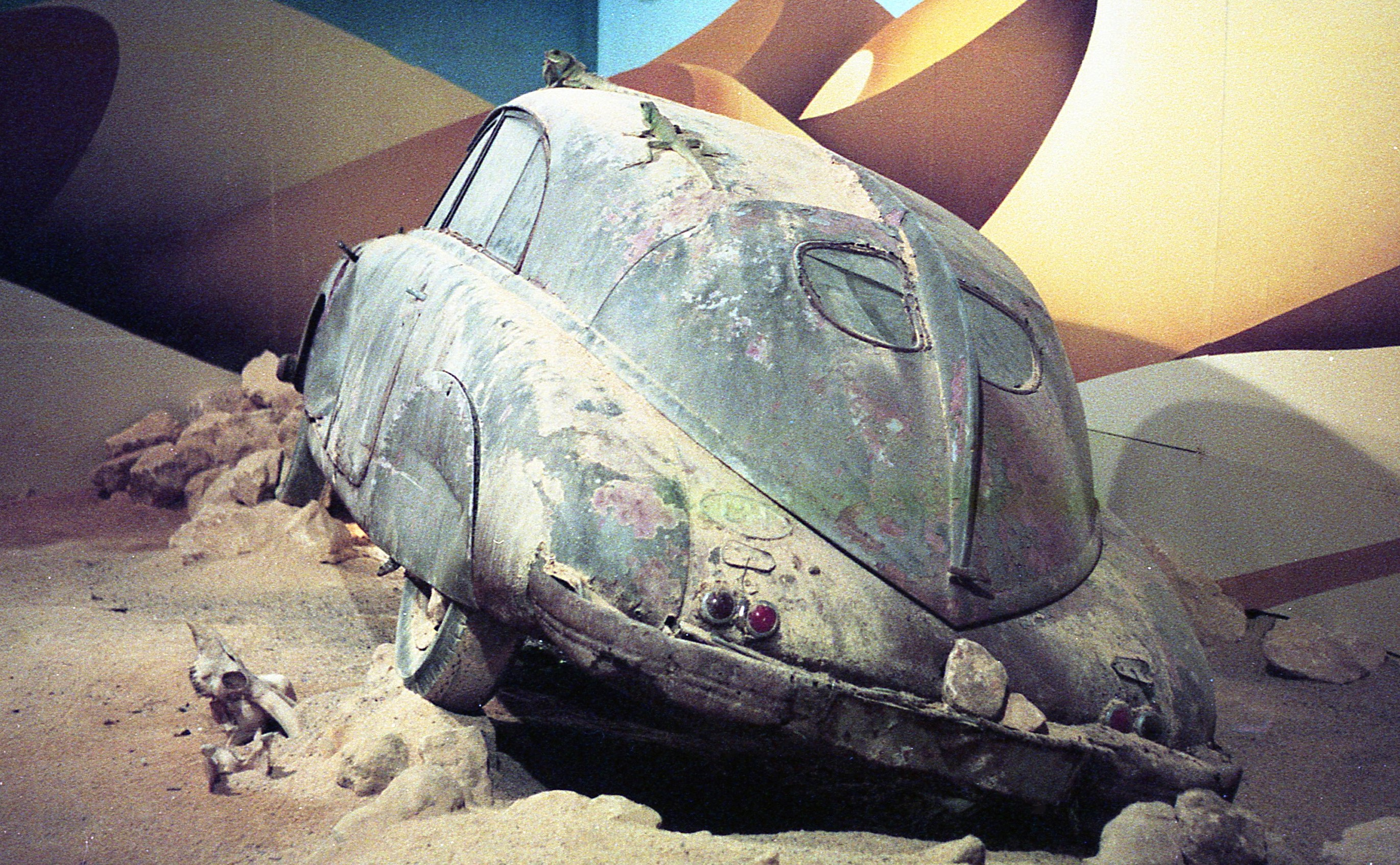
Tatra 600 in een tijdelijk automuseum in Sarlat (F) in 1989, de auto stond in een groot terrarium.

De Tatra 600 Tatraplan is een auto die door de auto- en vrachtwagenfabriek Tatra in voormalig Tsjecho-Slowakije werd vervaardigd.

## Geschiedenis
Na de Tweede Wereldoorlog hervatte Tatra de bouw van personenauto's. In 1946, twee jaar voor de communistische machtsovername, werd de fabriek genationaliseerd. Terwijl de productie van vooroorlogse modellen verderging, werd door Josef Chalupa, Vladimír Popelář en Hans Ledwinka in 1946-1947 een nieuw model, de Tatra 600 Tatraplan ontworpen. De naam van de auto was een verwijzing naar zowel de planeconomie als de luchtvaart.
Na de twee prototypen „Ambrož“ (December 1946) en „Josef“ (Maart 1947) ging de Tatra 600 in 1948 in massaproductie. In 1951 besloot de staat dat Tatra zich op de bouw van vrachtwagens moest concentreren, als gevolg hiervan werd de Tatraplan in het vervolg bij Škoda in Mladá Boleslav gebouwd. Škoda heeft de Tatraplan slechts één jaar gebouwd, tot en met 1952.
Alle productiemiddelen verhuisden in 1951 naar de Škoda-fabriek in Mladá Boleslav, hetgeen een kleine productiedip veroorzaakte. De door Škoda gebouwde Tatraplans verschilden in details van de door Tatra gebouwde exemplaren en waren van mindere kwaliteit. De kwaliteit van het plaatstaal en het laswerk was minder, de oliedichtheid en pakkingen lieten te wensen over en er waren problemen met de kleppen en cilinderkoppen. Ook zou een rol gespeeld hebben dat Škoda niet zo veel op had met de door de overheid bij hen ondergebrachte Tatraplan. Men zou zich liever concentreren op hun eigen nieuwe model, de in 1952 geïntroduceerde Škoda 1200.
De Tatraplan had een weerstandscoëfficiënt van slechts 0,32 en achterwielaandrijving. De auto werd aangedreven door een luchtgekoelde viercilinder viertakt boxermotor van 1952 cc.
Van de Tatraplan zijn in totaal 6342 exemplaren vervaardigd waarvan 2100 bij Škoda in Mladá Boleslav.

## In Nederland
De Tatraplan, als prototype al getoond op de AutoRAI in april 1948, kon op dat moment nog niet geleverd worden. Er konden wel orders geboekt worden en over belangstelling had de auto niet te klagen. Hoewel de importeur Englebert in advertenties schreef dat de Tatra binnen enkele maanden leverbaar zou zijn, zou het tot eind 1949 duren voordat de eerste twee verkocht konden worden. Tatra was namelijk zuinig op haar goede naam en had, in afwijking van de wens van de regering, besloten de eerste series niet te exporteren om eventuele kinderziektes niet aan de grote klok te hoeven hangen.
De verkoop in Nederland kwam daarom pas goed los in 1950, toen 43 stuks hun weg naar de klant vonden. Het jaar erop, in 1951, konden er nog zeven verkocht worden, maar verloor Englebert haar Tatra-import doordat Tatra de personenautoproductie had verloren aan Škoda. Twee importeurs voor auto’s uit dezelfde fabriek was voor de staatshandelsorganisatie "Motokov" te veel van het goede en de Tatra-import voor Nederland ging medio 1951 daarom over naar de Škoda-importeur Auto-Palace.
Auto-Palace nam de import van de Tatraplan voortvarend ter hand en adverteerde aanzienlijk meer dan Englebert met de Tatraplan. Erg succesvol was het desondanks niet, de Tatraplan had een naam opgebouwd van “een mooie, doch gevaarlijke wagen”. Verder was er inmiddels veel meer te koop dan een paar jaar eerder en de hoge prijs van 9410 gulden (9175 gulden plus omzetbelasting) speelde ook een rol. Qua prijs zat de Tatraplan tussen een zescilinder Citroën Traction Avant en een Rover 75 in. Ter vergelijking: Een Volkswagen Kever kostte in die tijd 3860 gulden.

## Fotogalerij

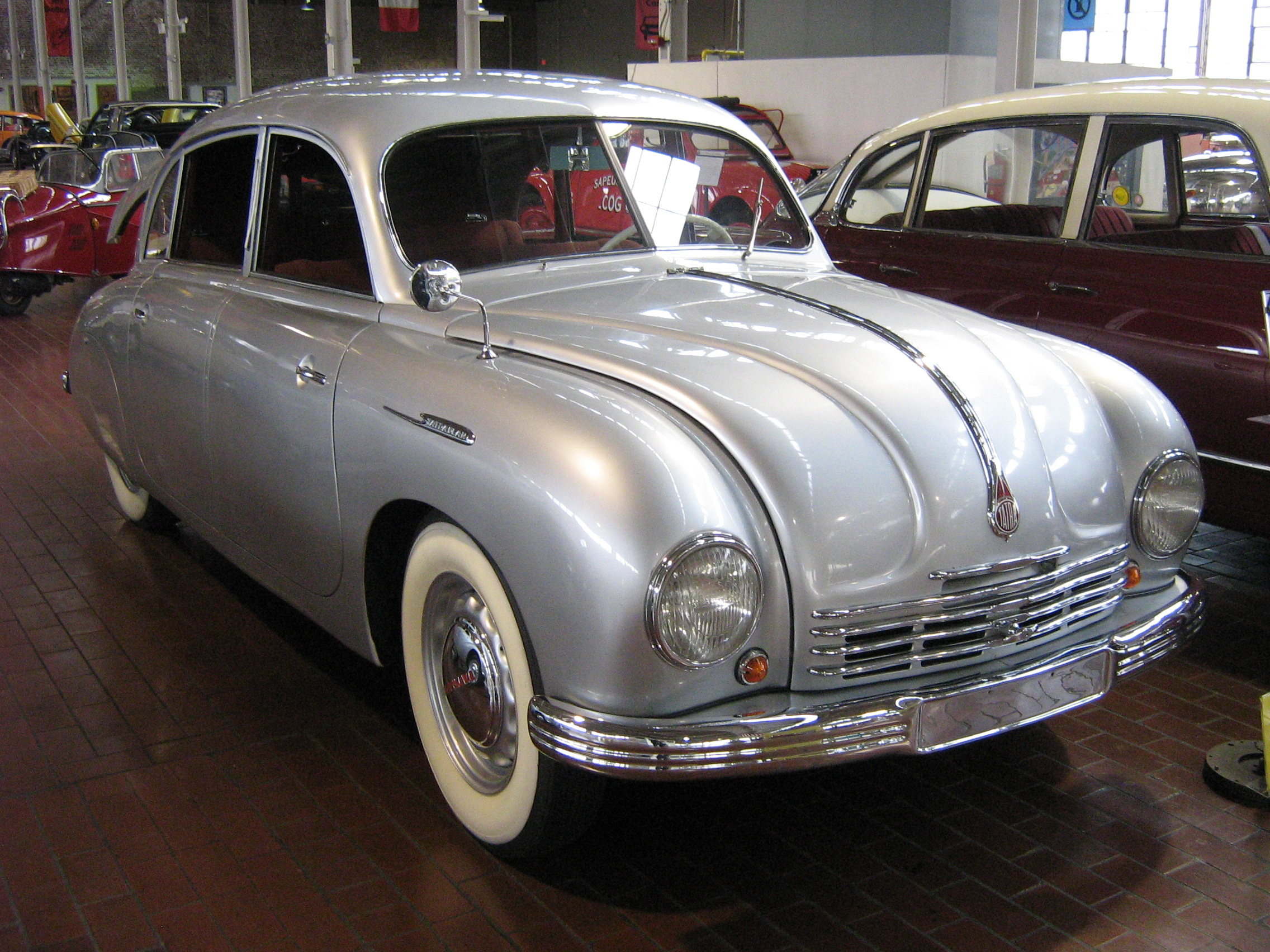
Tatra 600
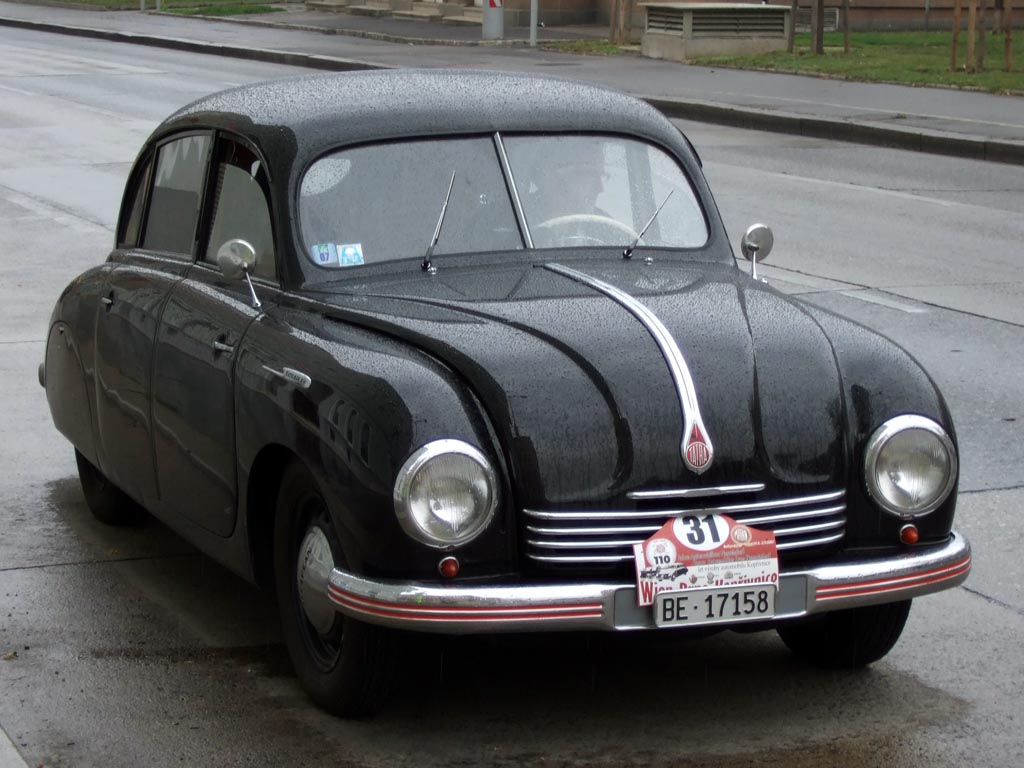
Tatra 600
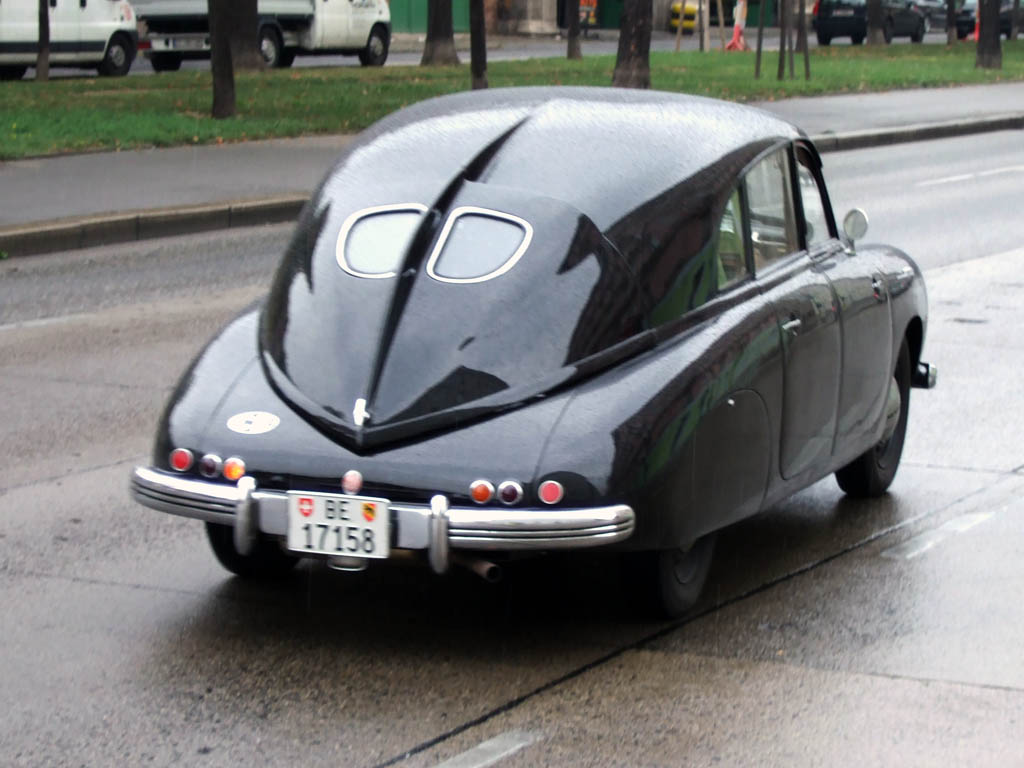
Tatra 600, achterkant
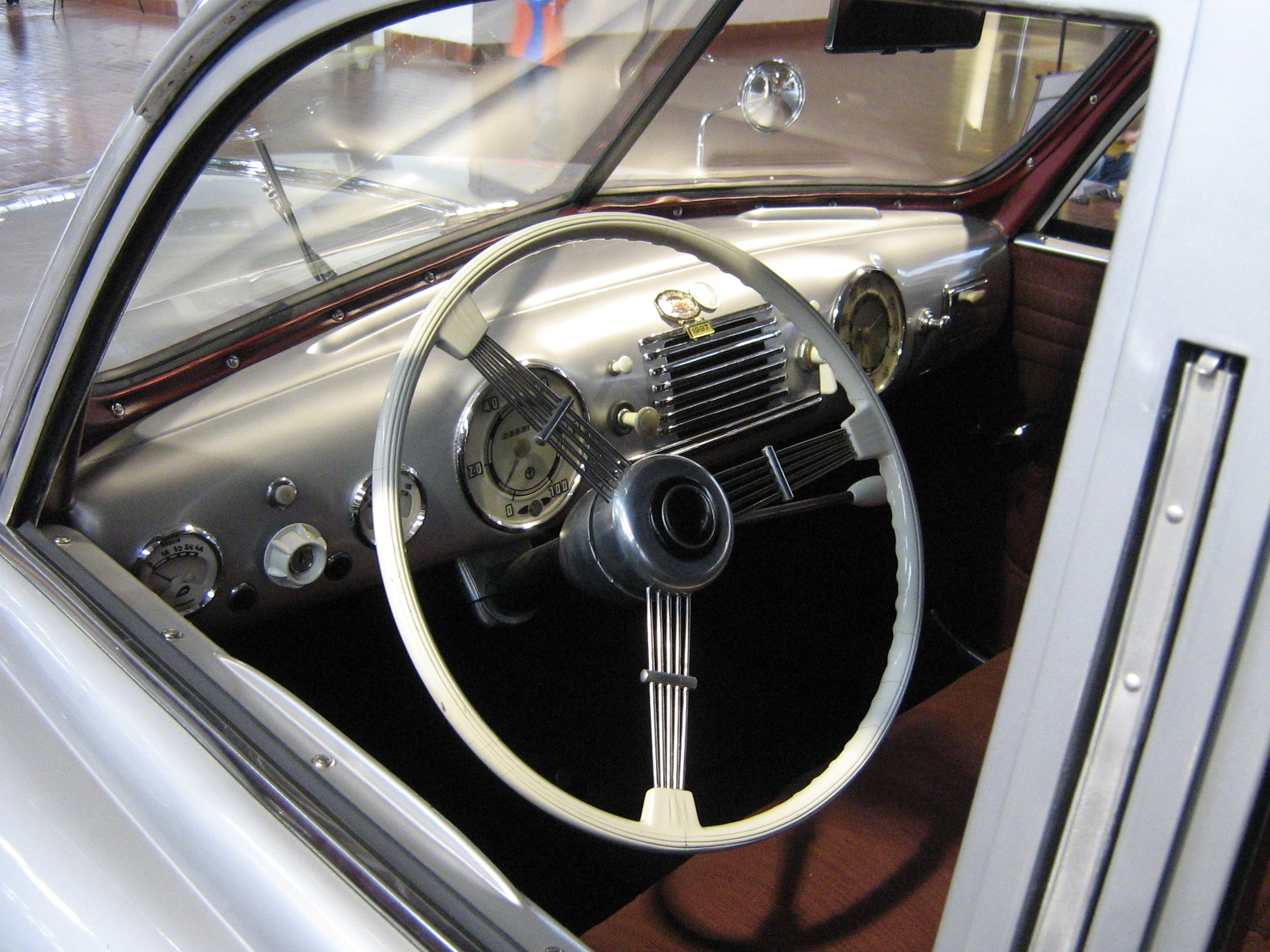
Interieur van de Tatra 600
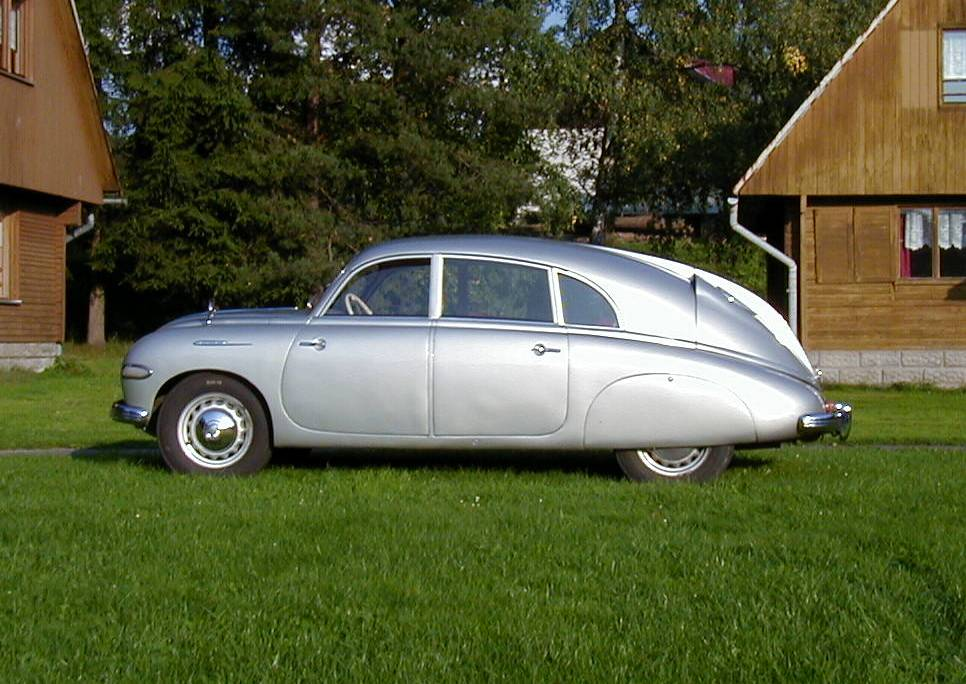
Tatra 600, zijaanzicht
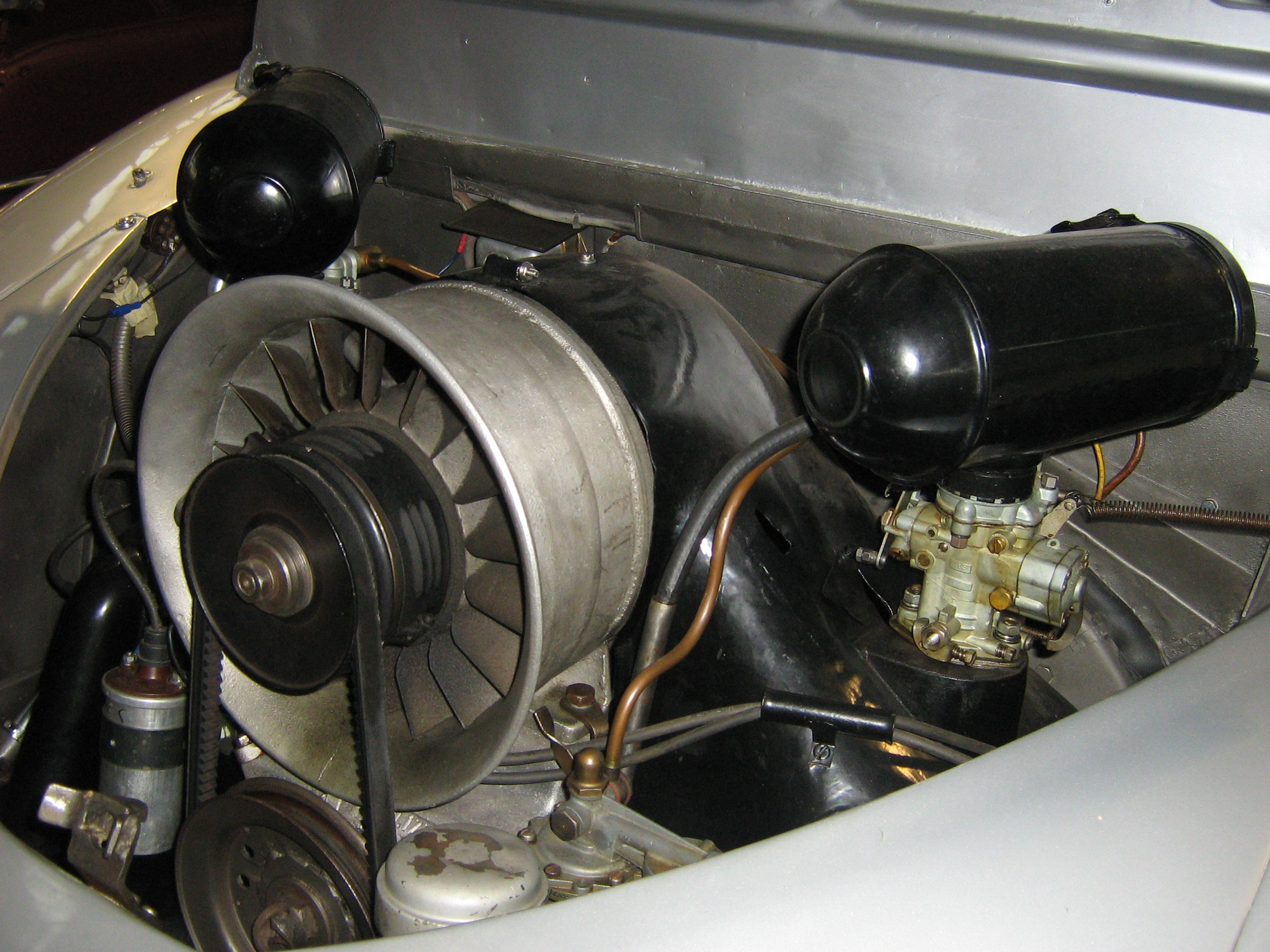
Motor van de Tatra 600
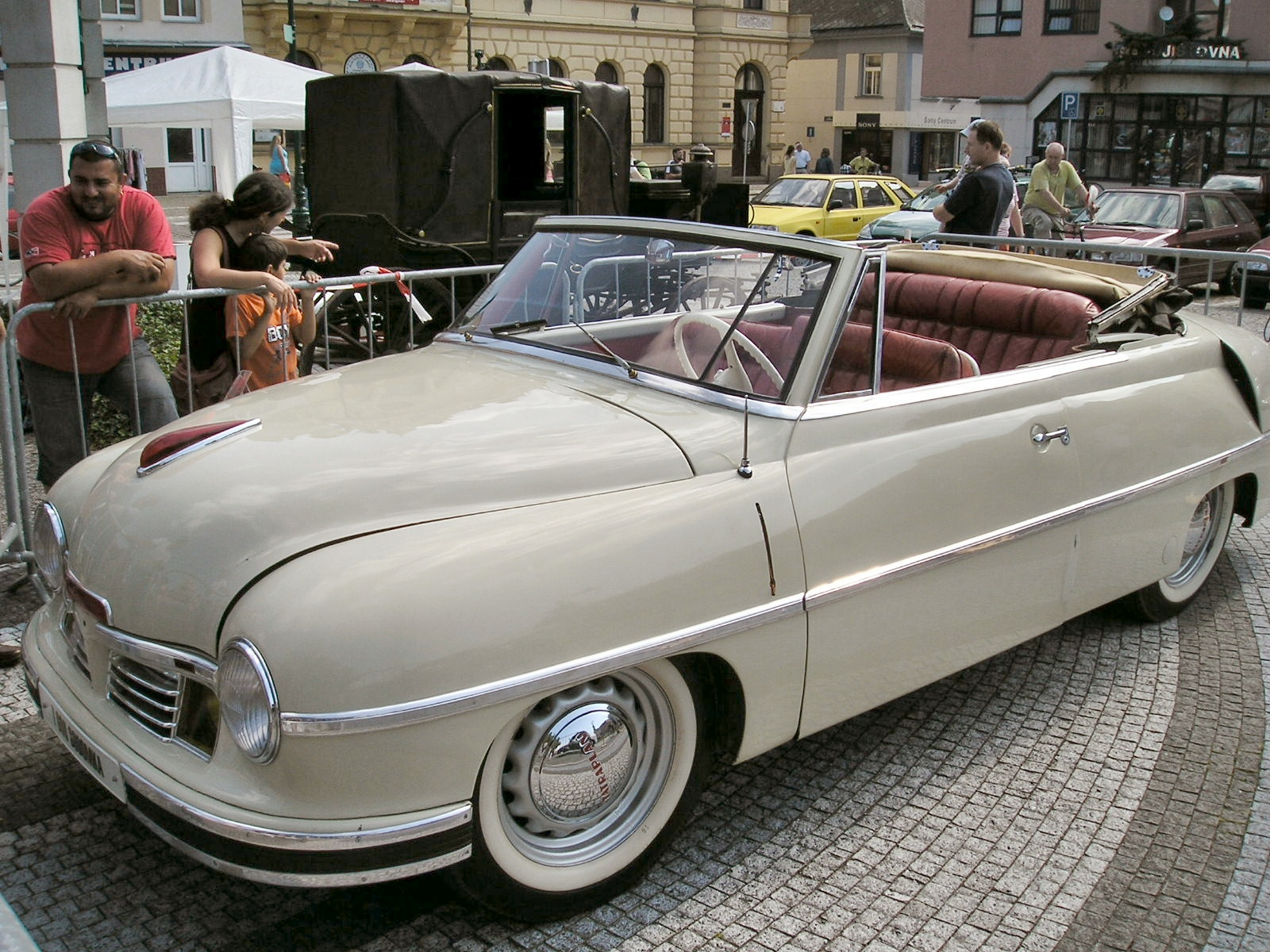
Tatra 600 Cabriolet Sodomka
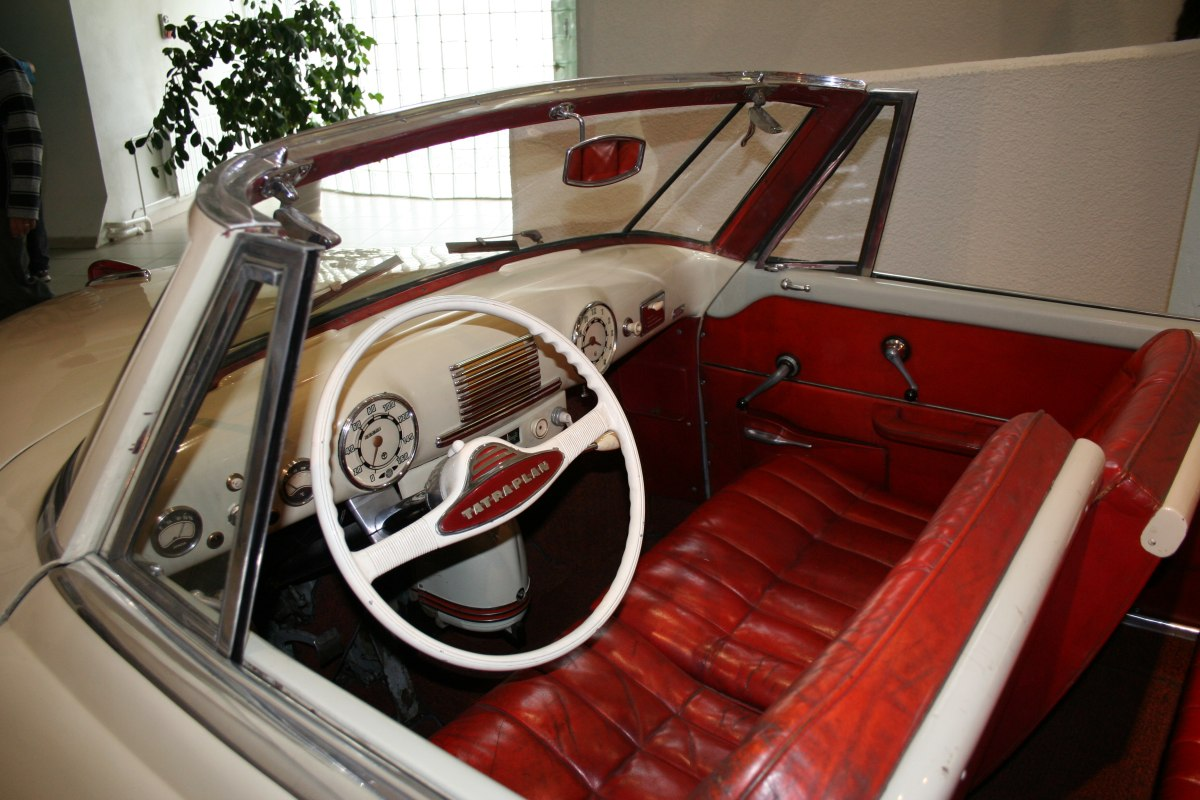
Interieur van de cabriolet Sodomka